# Hipertensió arterial

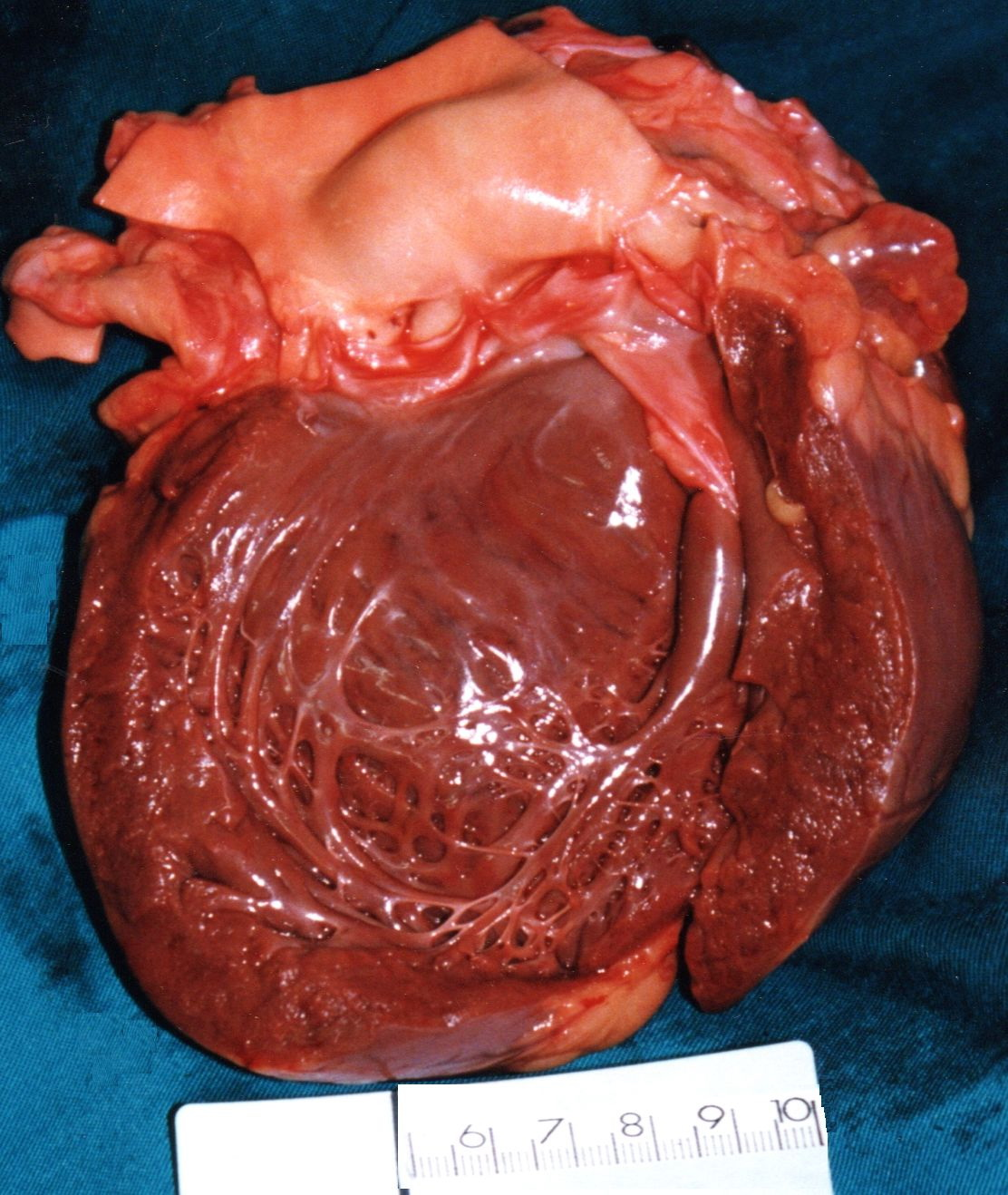
Imatge macroscòpica d'una hipertròfia ventricular esquerra, en un cas d'hipertensió crònica

La hipertensió arterial (HTA) és una malaltia crònica consistent en una elevació persistent de la pressió arterial, per sobre de 140/90 mmHg.
La hipertensió es pot classificar com a essencial (primària) o secundària: 
- La hipertensió essencial o primària vol dir que no es pot trobar cap causa mèdica que expliqui la pressió arterial elevada. Més del 95% de les hipertensions arterials són de tipus essencial.
- La hipertensió secundària indica que la pressió arterial alta és conseqüència d'una altra malaltia, com ara una malaltia renal o tumors (adenoma suprarenal o feocromocitoma).

La hipertensió persistent és un dels factors de risc de: accident vascular cerebral, infart de miocardi, insuficiència cardíaca i aneurisma arterial, i és la principal causa d'insuficiència renal crònica.
L'edat és un factor de risc important. El 2012, tan sols el 0,86% de les defuncions per hipertensió als Estats Units es produïren en persones de menys de 35 anys, mentre que el 74,02% es produïren en individus de 65 anys o més.

## Epidemiologia
Dades recents de l'Estudi Framingham del Cor suggereixen que aquells individus normotensos majors de 65 anys tenen un risc de per vida aproximat de 90% de tenir hipertensió arterial. Des dels anys 1980, el nombre de pacients no diagnosticats ha augmentat de 25% fins gairebé un 33% en els anys 1990, la prevalença d'insuficiència renal va augmentar de menys de 100 per milió d'habitants fins a més de 250 per milió i la prevalença d'insuficiència cardíaca congestiva es va duplicar.
És més freqüent a les zones urbanes que a les rurals, i més freqüent als negres que als blancs. La incidència s'ha calculat entre el 0,4 i el 2,5 % anual. La mortalitat per certificat de defunció és de 8,1 per 100.000. Utilitzant altres criteris arriba a ser de 76 per 100.000. Es calcula llavors entre 8.000 a 9.000 morts anuals atribuïbles a la hipertensió arterial. Del 66 al 75% dels casos de trombosi cerebral té hipertensió arterial. El 90% de les hemorràgies intracranials no traumàtiques corresponen a la hipertensió arterial.

## Classificació
La hipertensió arterial, per tant, és una pressió massa elevada de la sang a les artèries, i pot ser permanent o paroxística.
| Categoria                     | sistòlica, mmHg | diastòlica, mmHg |
| ----------------------------- | --------------- | ---------------- |
| Normal                        | 90 – 119        | 60 – 79          |
| Normal-Alta                   | 120 – 139       | 80 – 89          |
| Hipertensió grau 1            | 140 – 159       | 90 – 99          |
| Hipertensió grau 2            | ≥160            | ≥100             |
| Hipertensió sistòlica aïllada | ≥140            | <90              |

## Símptomes i signes
- La hipertensió essencial lleu a moderada sol ser asimptomàtica.
- La hipertensió accelerada s'associa amb mal de cap, somnolència, confusió, trastorns visuals, nàusees i vòmits (encefalopatia hipertensiva).
- En els nadons i lactants, alguns dels signes i símptomes són especialment importants com a retard del creixement, convulsions, irritabilitat o letargia, i dificultat respiratòria.
- En els nens pot causar mal de cap, fatiga, visió borrosa, epistaxi, i la paràlisi de Bell.

Les retines es veuen afectades, així el fons d'ull es veu una reducció del diàmetre de les artèries retinals i, en la hipertensió accelerada, fins i tot: hemorràgies o edema de papil·la.

## Diagnòstic
La hipertensió arterial definida és l'elevació de les xifres de pressió arterial sistòlica (PAS) ≥ 140 mmHg i/o pressió arterial diastòlica (PAD) ≥ 90 mmHg. La hipertensió sistòlica aïllada correspon a una PAS ≥ 140 mmHg amb PAD <90 mmHg. La hipertensió clínica aïllada és una HTA registrada únicament a la sala de consulta amb pressió arterial ambulatòria d'una PAS < 135 mmHg i/o PAD < 85 mmHg. La hipertensió resistent implica una PAS ≥ 140 mmHg o una PAD ≥ 90 mmHg, tot i que hi ha un compliment adequat del tractament prescrit i algun dels fàrmacs és un diürètic.
La pressió arterial s'ha de mesurar dues vegades per cada visita en tres visites consecutives i s'ha de calcular la mitjana per visita.
Per poder diagnosticar hipertensió arterial, les xifres mitjanes de pressió arterial han de ser elevades en cadascuna de les tres visites. S'ha de calcular el terme mitjà de les mitjanes de les tres visites.

## Conseqüències
El risc de patir un esdeveniment cardiovascular depèn no solament de les xifres de pressió arterial, sinó també de la presència o no d'altres factors de risc cardiovascular (FRC), de manifestació en òrgans diana (MOD) i de la presència o absència de malaltia cardiovascular clínica (MCC) i/o condicions clíniques associades.
- El cor treballa amb més força i pot conduir a: 
  - Una arterioesclerosi de les coronàries (malaltia coronària).
  - Una cardiopatia hipertensiva amb insuficiència cardíaca o sense.
- La pressió en el sistema arterial pot conduir a un aneurisma arterial.
- El ronyó funciona malament i agreuja el problema de la hipertensió, que pot conduir a una insuficiència renal.

## Tractament

### Modificacions en l'estil de vida
Seria aconsellable el següent:
- Descens de pes.
- Evitar hipertensors: 
  - Disminuint del consum d'alcohol: menys de 30 g. al dia en homes i de 20 g. en dones.
  - Regalèssia.
- Reducció de la ingesta de sodi (menys de 6 g de sal comuna al dia). També pot ser beneficiosa la dieta baixa en sal.
- Exercici físic moderat aeròbic i isotònic (caminar, córrer, nedar, ballar, aeròbic, ciclisme ...) practicat de forma regular i gradual, durant 30-45 minuts al dia, la majoria dels dies de la setmana.
- Dieta rica en potassi i calci: consum elevat de fruites i vegetals, amb disminució de la ingesta total de greixos i de la proporció de greixos saturats; preferible peix a la carn.
- La supressió del consum de tabac és una mesura coadjuvant essencial per disminuir el risc cardiovascular global.

### Fàrmacs
Antihipertensius:
- Adrenèrgics d'acció central.
- Alguns vasodilatadors.
- Antagonistes dels receptors d'angiotensina II (ARA-II).
- Blocadors d'adrenoreceptors alfa.
- Blocadors d'adrenoreceptors alfa i beta.
- Blocadors d'adrenoreceptors beta.
- Blocadors dels canals de calci.
- Diürètics.
- Inhibidors de l'enzim conversiu de l'angiotensina (IECA)
- Inhibidors selectius de la renina.